# Adolfo Bautista
Adolfo Bautista Herrera (Dolores Hidalgo, 15 maggio 1979) è un ex calciatore messicano, di ruolo attaccante.

## Biografia
Durante la sua carriera, Bautista ha indossato numeri di maglia abbastanza inusuali. Egli è ricordato per aver indossato per diverso tempo durante la sua permanenza al Chivas Guadalajara la maglia numero 100, numero normalmente non assegnabile in una squadra di calcio. Inoltre, sempre al Chivas ha indossato la maglia numero 58 e, nella stagioni dal 2007 al 2009 trascorse al Jaguares de Chiapas ha scelto la maglia numero 1, numero di maglia normalmente del portiere.
"Bofo" Bautista è particolarmente noto anche nel videogioco FIFA 07 in quanto è nominato dal telecronista col nome Bofo My Angel. Questo perché Bautista, per rendere omaggio alla madre scomparsa l'anno prima a cui era particolarmente legato, ha deciso di far applicare sotto al suo classico numero 100 la scritta My Angel, così come era affettuosamente chiamato dalla madre. In seguito al Jaguares de Chiapas ha fatto stampare accanto al suo numero 1 le immagini di due piccole ali, che ricordassero quelle di un angelo.

## Carriera

### Club

#### Gli inizi e la carriera al Chivas
Iniziò la sua carriera nel Tecos de la UAG, in seguito passò al Monarcas Morelia e al Pachuca, con il quale disputò la finale e divenne campione del Messico. A causa di problemi con la dirigenza del club passò al Chivas Guadalajara, con il quale disputò 2 finali: la prima, persa contro i Pumas e l'altra vinta con il Toluca, in occasione della quale segnò il gol decisivo nella partita di ritorno.
Dopo due anni passati al Jaguares, nel 2010 fa ritorno ai Chivas de Guadalajara, scendendo in campo 25 volte e segnando 3 gol. Durante la permanenza nella squadra bianco-rossa, disputa una grande Coppa Libertadores 2010, trascinando assieme a giocatori del calibro di Luis Ernesto Michel e Javier Hernández il Chivas alla doppia finale persa poi contro lo Sport Club Internacional, segnando anche il gol del potenziale vantaggio nella partita di andata.

#### Al Querétaro e primo ritiro
Nel luglio 2011 è stato ceduto in prestito al Querétaro Fútbol Club, promettendo però che la sua intenzione è quella di tornare presto nella squadra biancorossa del Chivas, per terminare la carriera nella squadra in cui è diventato simbolo e beniamino dei tifosi.
Non disputa un gran campionato tra le file dei Gallos Blancos, dove in 10 partite riesce a mettere a segno una sola rete. Nel gennaio 2012 lascia la squadra e si ritrova per un periodo libero da vincoli contrattuali, tuttavia, nel giugno 2012 gli viene offerto un nuovo contratto dal Querétaro. Quando sembrava tutto pronto per il suo ritorno, la squadra decide di rinunciare al suo acquisto, in quanto il calciatore venne considerato dai dirigenti fuori forma. A causa delle sue elevate richieste economiche, non riesce a trovare alcun ingaggio né in Messico né nella MLS. Questo porta il Bofo a decidere di concludere la carriera e di dare l'addio al calcio. Dopo il ritiro partecipa al reality show messicano "La Isla", arrivando fino alle finali.

#### Ritorno in campo
Dopo un anno di inattività, Bautista annuncia di aver trovato un accordo con i Lobos BUAP, nella seconda serie messicana.

## Palmarès

### Club

#### Competizioni nazionali
- Campionato messicano: 2

Pachuca: Apertura 2003
Guadalajara: Apertura 2006